# Приск Ночерский
Приск (III век) — епископ из Ночеры, святой (день памяти — 9 мая).

## Житие

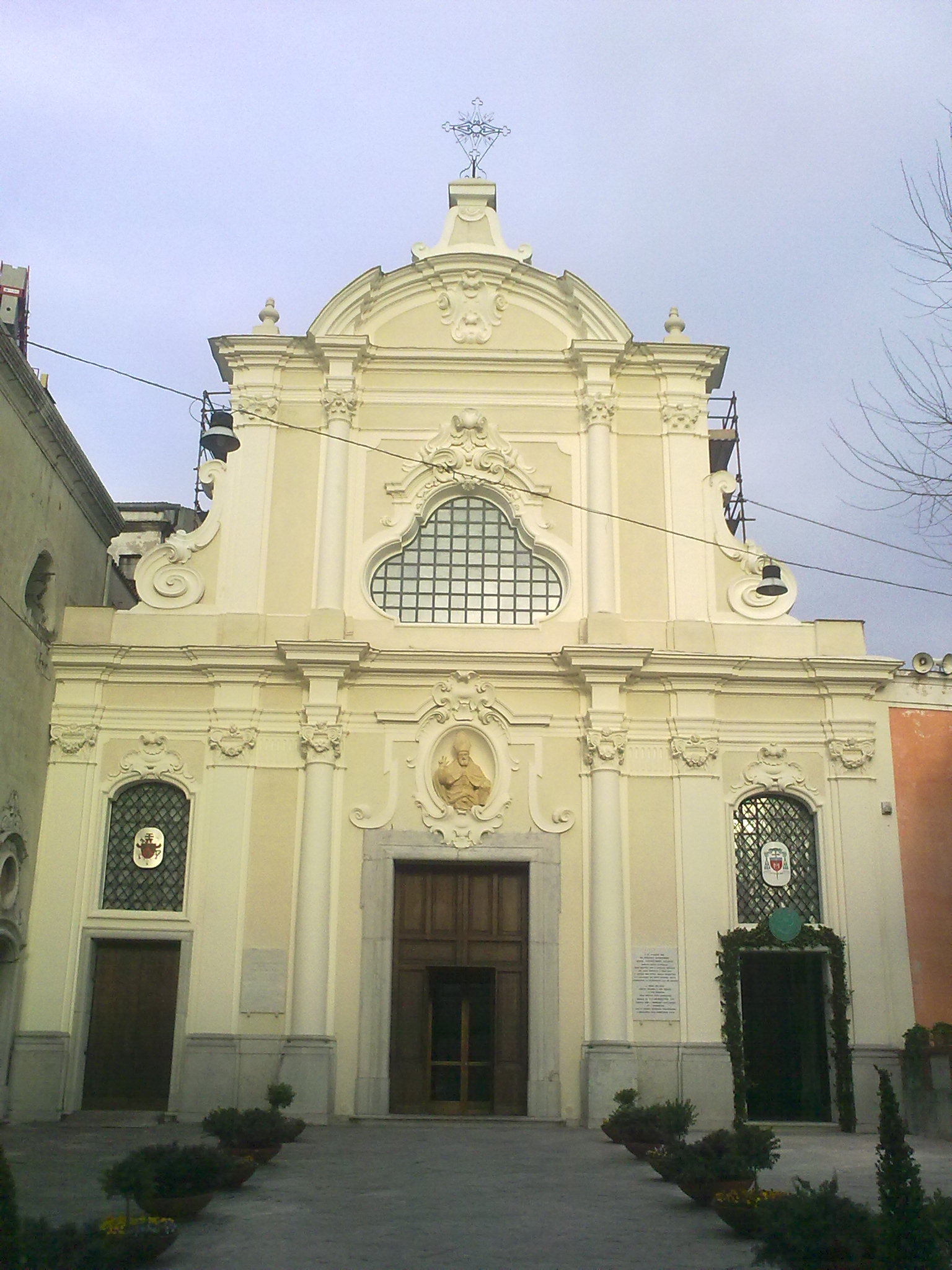
Базилика. Собор Святого Приска. Ночера-Инферьоре

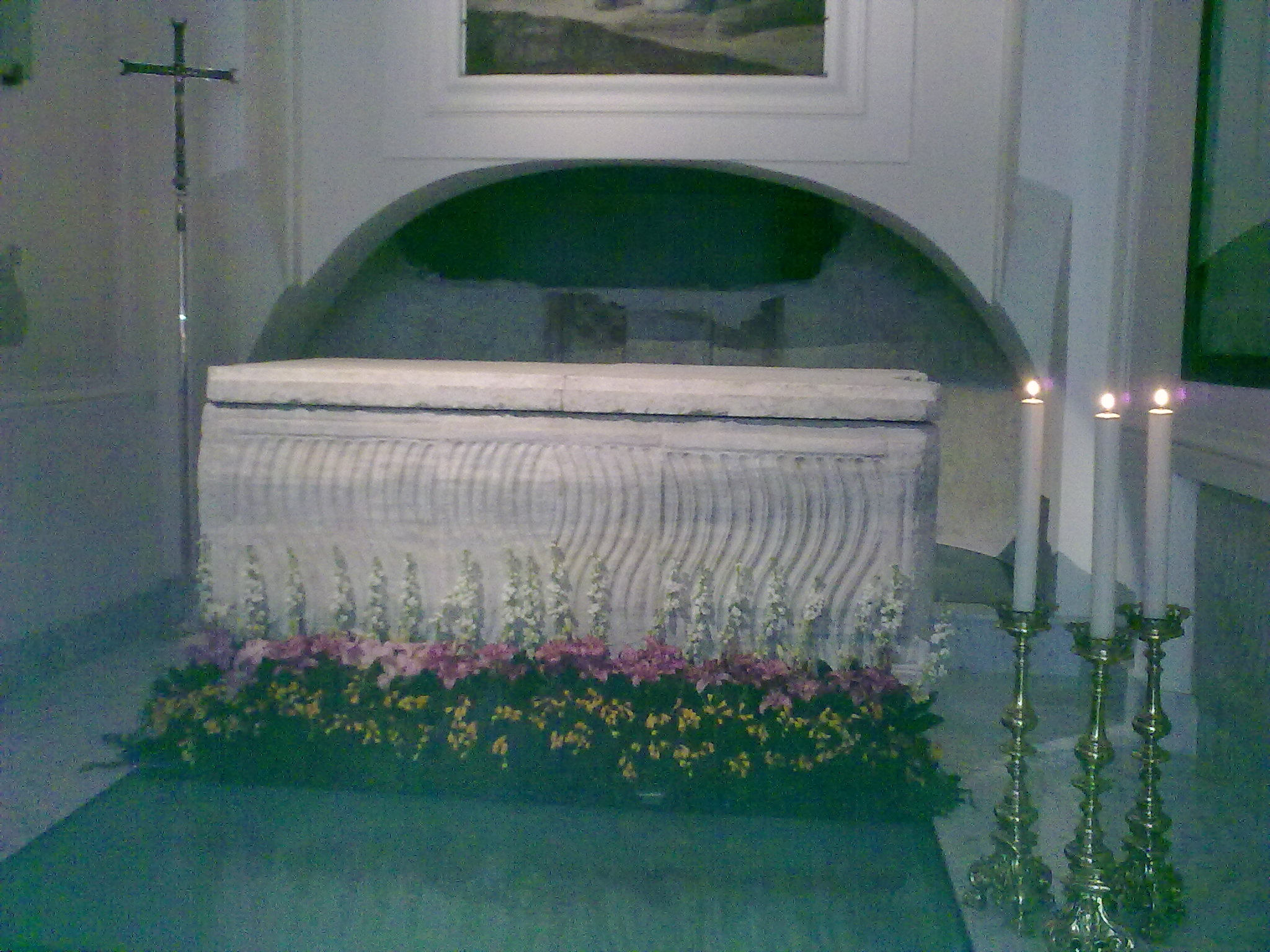
Саркофаг святого Приска в соборе (III век)

Считается, что святой Приск был первым епископом в Ночера. О нём, в частности, сообщает святой Павлин Ноланский:

Fonte sacrata dies illuxerat illa beati

natalem Prisci referens, quem te Nola celebrat

quamvis ille alia nucerinus Episcopus

Urbe sederit.
— Paolino di Nola, Carme XIX, vv. 515-518
см.также:

Splendea quel dì nella città di Nola

festivo a Prisco che pastor già resse

là dei pagani e picentin Nocera.
— Remondini G., Della nolana Ecclesiastica storia, Napoli, 1751, t. II. Lib. III
Опираясь на мартиролог Адона Виеннского, некоторые авторы определили святого Приска как одного из апостолов от семидесяти, в доме которого происходила Тайная Вечеря. Согласно этой гипотезе следовало бы датировать приход святого Приска в Нукерия Альфатерна прямо из Иерусалима I веком. Однако десять святых, носящих это имя, могут претендовать на реконструкцию, например, такую, как используется в архиепархии Капуи, где первого епископа также звали Приском.
Другое предание, относящее святого Приска к I веку, сообщает о его кончине около 68 года. Согласно мартирологу, приписываемому Иерониму Стридонскому, в тот год во время правления Нерона 12 октября были умучены Феликс из Нолы, Феликс из Нукерии и Констанция тоже из Нукерии, впоследствии отождествлённые с Феликсом и Констанцией, в то время как некий Приск был умучен 16 октября.